# Avery Bradley
Avery Antonio Bradley Jr. (Tacoma, 26 november 1990) is een Amerikaanse voormalig basketballer.

## Carrière
Bradley werd als 19e gekozen in de 2010 NBA draft door de Boston Celtics. Op 2 juli 2010 tekende hij zijn eerste contract bij de Celtics. Door een operatie aan zijn enkel miste hij de NBA Summer League.

Op zijn negentiende kwam hij terecht bij de Celtics die op dat moment een van de beste teams van de Eastern Conference waren. Daardoor maakte hij zijn debuut pas in het veertiende duel van het seizoen tegen de Atlanta Hawks. Bradley maakte twee punten in deze wedstrijd. Op 14 januari 2011 werd Bradley naar de Maine Red Claws in de NBA Development League gestuurd. Bradley scoorde 18 punten bij zijn debuut voor de Red Claws. Door een blessure aan de ruggenwervel van Marquis Daniels werd Bradley teruggehaald naar de Celtics. Op 7 februari 2011 speelde hij zijn eerste wedstrijd na terugkomst tegen de Charlotte Bobcats. In de enige wedstrijd in zijn rookie seizoen waarin Bradley meer dan 15 minuten speelde, was Bradley goed voor twintig punten, drie rebounds, twee assists en twee steals. Hij speelde echter maar in twee andere wedstrijden meer dan tien minuten. Op 30 juni 2011 verlengde de Celtics het contract met Bradley tot het seizoen 2012-13.

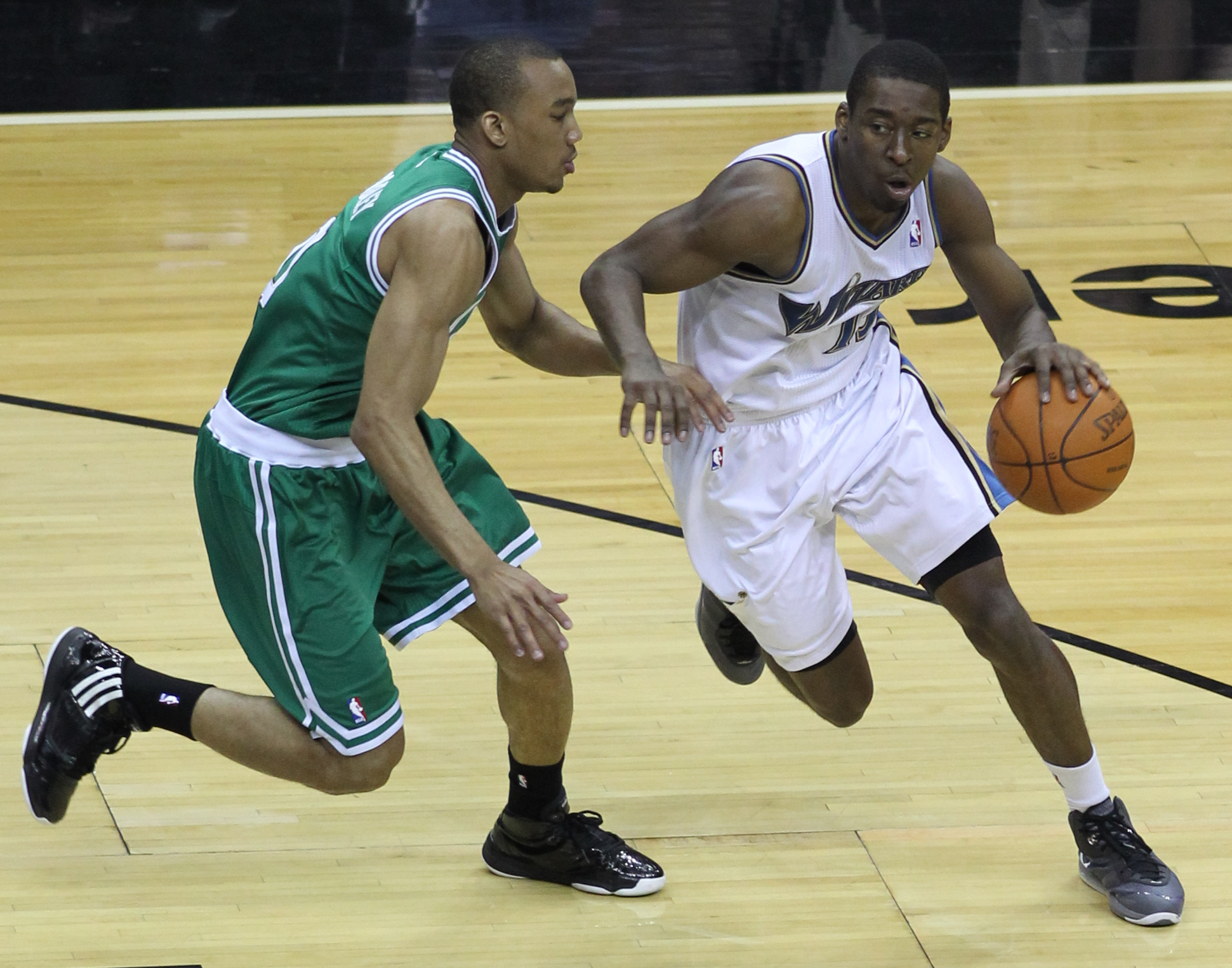
Bradley verdedigt Jordan Crawford in 2011.

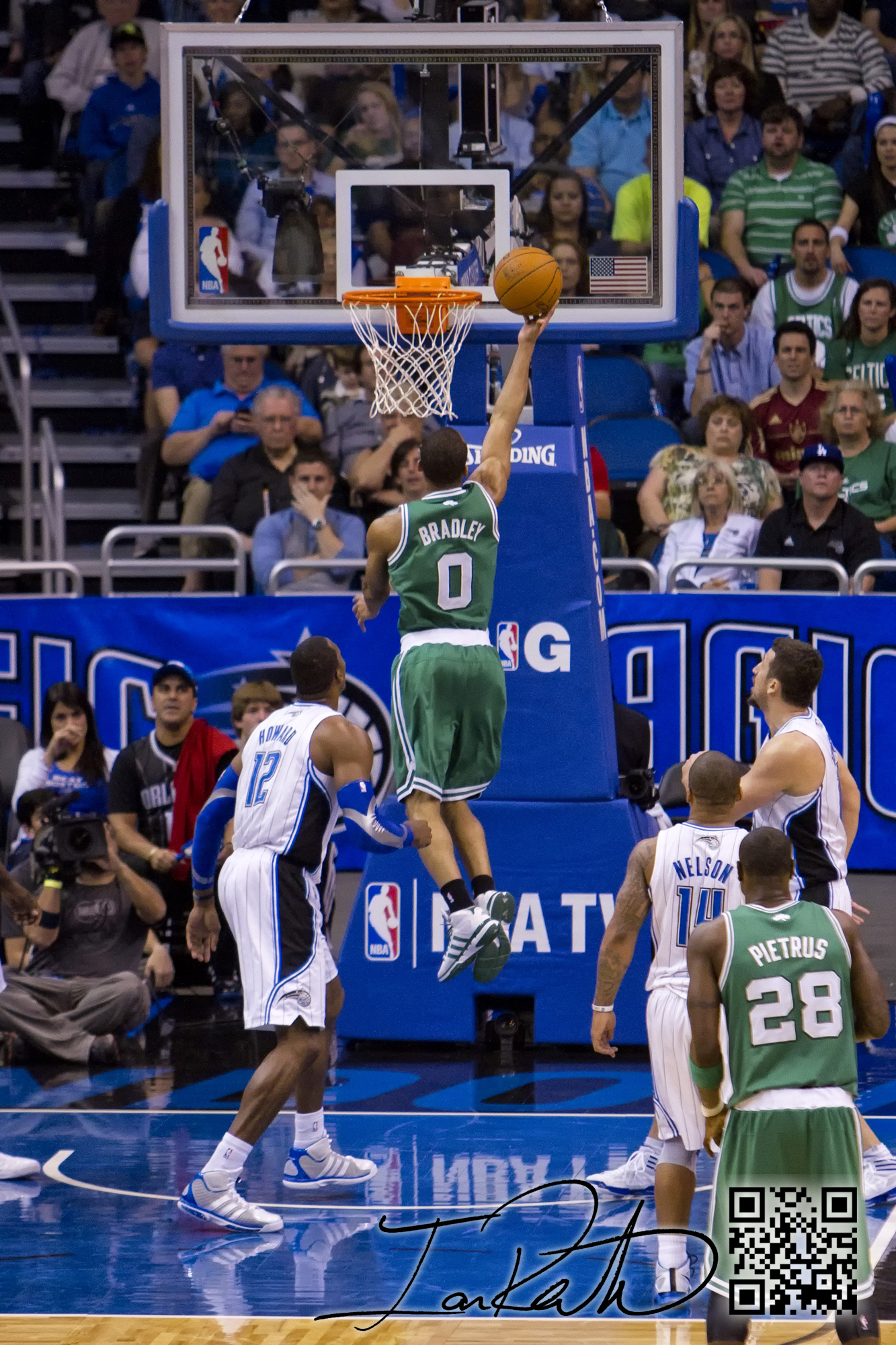
Bradley scoort via een layup in 2012.

In oktober 2011 tekende Bradley een contract voor Hapoel Jerusalem voor tijdens de NBA lockout. Hij speelde 3 wedstrijden voor Hapoel Jerusalem en scoorde gemiddeld 13.7 punten. In zijn tweede seizoen kreeg Bradley meer speeltijd en veroverde zelfs een basisplaats na een blessure van Ray Allen. Bradley ging significant meer scoren en behaalde een persoonlijk record van 28 punten in een wedstrijd tegen de Atlanta Hawks op 20 april 2012. Bradley werd geprezen voor zijn verdedigende acties, bijvoorbeeld zijn blocks tegen onder andere Dwyane Wade en Russell Westbrook. Een schouderblessure maakte een vroegtijdig einde aan zijn seizoen tijdens de 2012 NBA Playoffs.
Op 30 oktober 2012 verlengden de Celtics het contract van Bradley tot 2014. Terwijl Bradley nog steeds herstellende was van zijn blessure, moesten de Celtics het doen met het ouder wordende duo Courtney Lee en Jason Terry. Op 2 januari 2013 keerde Bradley terug in het duel tegen de Memphis Grizzlies. Hij veroverde zijn plek terug als shooting guard in het basisteam van de Celtics. De terugkeer van Bradley zorgde ervoor dat de Celtics zes van de opeenvolgende zeven wedstrijden wisten te winnen. Ondanks Bradleys terugkomst werd het seizoen een mislukking voor de Celtics. Ondanks dat zijn spel ervoor zorgde dat zijn team het minste aantal tegenpunten per aanval kreeg (0.697), waren Bradleys aanvallende prestaties minder goed, hij schoot maar 40.2 procent van zijn pogingen raak en scoorde maar vijf keer meer dat vijftien punten in een wedstrijd in vijftig wedstrijden. Na een kruisband blessure van point guard Rajon Rondo verloren de Celtics hun laatste hoop op een goede prestatie in de playoffs.  Nadat de Celtics drie wedstrijden op rij verloor tegen de New York Knicks in de eerste ronde van de playoffs, begonnen de Celtics aan een comeback. Door twee wedstrijden op een rij te winnen wisten ze een zesde wedstrijd af te dwingen. Ondanks een sterke laatste wedstrijd van Bradley trokken de Knicks aan het langste eind.
Op de dag van de 2013 NBA draft kwam er een eind aan een tijdperk voor de Celtics die hun oude sterren Kevin Garnett, Paul Pierce en Jason Terry transfereerde naar de Brooklyn Nets. Ook werd het contract van Bradley niet verlengt waardoor hij in principe transfervrij zou worden in 2014. De nieuwe trainer Brad Stevens sprak echter zijn vertrouwen in Bradley uit. Bradley begon het seizoen als de point guard door de nog steeds afwezige Rajon Rondo. Bradleys avontuur als point guard eindigde echter na vier teleurstellende wedstrijden; hij leverde de bal meer in dan dat hij assists had, en de Celtics verloren al deze wedstrijden. Om het tij te keren werd Jordan Crawford de nieuwe point guard, hierdoor werd Bradley verplaatst naar zijn natuurlijke positie als shooting guard. Deze verandering zorgde ervoor dat de Celtics vier wedstrijden op rij wisten te winnen. Ondanks dat het ontbreken van talent en ervaring duidelijk werd bij de Celtics begon Bradley zich te ontwikkelen als een lichtpuntje in het team. Bradley was vooral sterk in de maand december waarin hij 50% van zijn driepunters en 48,7% van al zijn schoten scoorde. Na de terugkomst van Rondo zorgden herhaaldelijke enkelklachten ervoor dat Bradley weinig speeltijd maakte tot aan de All-star break.
Bradley keerde terug op 14 maart. In een wedstrijd tegen de Miami Heat scoorde hij een persoonlijk record van zes driepunters in één wedstrijd. In de wedstrijd erna evenaarde hij zijn persoonlijke record van 28 punten tegen de Brooklyn Nets. Aan het einde van het seizoen maakte Bradley veel minuten en hij scoorde minimaal 18 punten per duel in zijn laatste vijf wedstrijden. Ondanks dat het team dit seizoen maar 25 wedstrijden won was Bradley consistent een van de betere spelers van het team.
Op 15 juli tekende Bradley een 4-jarig contract voor 32 miljoen dollar. De Celtics hadden hun hoop gevestigd op het duo Bradley en Rondo, echter gooide een gebroken hand van Rondo roet in het eten. Trainer Brad Stevens besloot Bradley als shooting guard te laten spelen terwijl de point guard positie werd opgevangen door rookie Marcus Smart, tweedejaarsspeler Phil Pressey en nieuwe aanwinst Evan Turner.
Verrassend genoeg wist Rondo op tijd klaar te zijn voor de eerste officiële wedstrijd van het seizoen. Bradley ging door met zijn goede defensieve spel en had scores van dubbele cijfers in de eerste vijftien wedstrijden van het seizoen. Bradley haalde een persoonlijk record van 32 punten tegen de Dallas Mavericks. Het team won echter maar vier van de eerste vijftien wedstrijden. In december begonnen de offensieve prestaties van Bradley af te nemen, hij schoot maar 39% raak en maakte in zes wedstrijden maar één driepunter uit 22 pogingen. Doordat de Celtics maar negen van de eerste 23 wedstrijden wisten te winnen maakte Celtics President Danny Ainge de beslissing om Rondo en rookie Dwight Powell te ruilen voor Brandan Wright, Jae Crowder en Jameer Nelson van de Dallas Mavericks.
Onder leiding van Stevens en nieuwe aanwinst Isaiah Thomas, wisten de jonge Celtics zich langzaam aan te verbeteren. Na slechte prestaties in november, december en januari wisten de Celtics meer wedstrijden te winnen dan verliezen in de maanden februari, maart en april. Bradleys offensieve spel was voordal goed in februari waarin hij gemiddeld 18 punten per wedstrijd scoorde, 47% van zijn schoten raakte en 40% van zijn driepunters raakte. In het reguliere seizoen maakte Bradley de meeste minuten en punten van zijn team. Door veertig van de 82 wedstrijden te winnen bemachtigden de Celtics een plekje in de play-offs. Het avontuur in de play-offs duurde niet lang. De uiteindelijke kampioen, de Cleveland Cavaliers, wonnen met 4-0 van de Celtics. Desondanks was dit een verrassend goed seizoen voor de Celtics en een relatief gezond jaar voor Bradley.
De Celtics wilde bewijzen dat het het behalen van de play-offs geen geluk was. De ervaren forwards David Lee en Amir Johnson werden gehaald om het team te versterken. Ook hoopte het team dat jonge spelers zoals Marcus Smart en Jared Sullinger zich zouden blijven ontwikkelen. De Celtics begonnen slecht aan het seizoen door maar een van de eerste vier wedstrijden te winnen. Bradley zorgde wel voor een hoogtepunt door een spectaculaire dunk te maken tegen Defensive Player of the Year Kawhi Leonard. Na een kuitblessure werd Bradley de zesde man van de Celtics. Hij presteerde goed in zijn nieuwe rol, hij verbeterde zijn offensieve spel, efficiëntie en defensieve spel. Op 22 november keerde Bradley weer terug in het basisteam. De volgende twee wedstrijden scoorde hij op z'n minst 25 punten en in de dertien daaropvolgende wedstrijden minimaal 10 punten.
Nadat Bradley terugkwam van een heupblessure werden de Celtics een van de betere teams in de Eastern Conference.   Op 5 februari scoorde Bradley de winnende driepunter waardoor de Celtics met één punt verschil wisten de winnen van de Cleveland Cavaliers. Op 29 februari hield Bradley een schot van Utah Jazz speler Gordon Hayward tegen met nog 23 seconde te spelen waardoor de Celtics de wedstrijd wonnen. Tijdens het seizoen maakte Bradley, afgezien van All-star Isaiah Thomas, de meeste punten van de Celtics.
In de eerste ronde van de playoffs moesten de Celtics uitkomen tegen de Atlanta Hawks. Tijdens de eerste wedstrijd liep Bradley een hamstring blessure op waardoor hij de rest van de serie tegen de Hawks moest missen. Dit leidde ertoe dat de Celtics niet wisten te winnen van de Hawks. Vooral aanvallend kwamen de Celtics tekort, ze verloren de serie na zes wedstrijden. Ondanks dit was het seizoen een succes voor Bradley. Hij werd opgenomen in het NBA All-Defensive First Team.
In 2017 werd hij door de Celtics geruild naar de Detroit Pistons voor Marcus Morris. In januari 2018 werd hij geruild samen met Tobias Harris, Boban Marjanović en twee draftpicks naar de Los Angeles Clippers voor Blake Griffin, Brice Johnson en Willie Reed. Hij tekende in de zomer opnieuw bij de Clippers als vrije speler. In februari 2019 werd hij geruild naar de Memphis Grizzlies voor JaMychal Green en Garrett Temple. Zijn contract werd aan het einde van het seizoen ontbonden waarna hij als vrije speler bij de Los Angeles Lakers tekende en met hen NBA-kampioen werd.
Hij tekende daarna bij de Miami Heat maar werd in maart 2021 samen met Kelly Olynyk naar de Houston Rockets geruild voor Victor Oladipo. In september 2021 tekende hij bij de Golden State Warriors maar zijn contract werd in oktober 2021 al verbroken. Hij maakte daarop de overstap naar de Los Angeles Lakers.

## Erelijst
- NBA-kampioen: 2020
- NBA All-Defensive First Team: 2016
- NBA All-Defensive Second Team: 2013

## Statistieken

### Regulier seizoen
| Seizoen  | Team                 | WG  | WS  | MPW  | 2P%  | 3P%  | FW%   | RPW | APW | SPW | BPW | PPW  |
| -------- | -------------------- | --- | --- | ---- | ---- | ---- | ----- | --- | --- | --- | --- | ---- |
| 2010/11  | Boston Celtics       | 31  | 0   | 5,2  | 34,3 | 0,0  | 50,0  | 0,5 | 0,4 | 0,3 | 0,0 | 1,7  |
| 2011/12  | Boston Celtics       | 64  | 28  | 21,4 | 49,8 | 40,7 | 79,5  | 1,8 | 1,4 | 0,7 | 0,2 | 7,6  |
| 2012/13  | Boston Celtics       | 50  | 50  | 28,7 | 40,2 | 31,7 | 75,5  | 2,2 | 2,1 | 1,3 | 0,4 | 9,2  |
| 2013/14  | Boston Celtics       | 60  | 58  | 30,9 | 43,8 | 39,5 | 80,4  | 3,8 | 1,4 | 1,1 | 0,2 | 14,9 |
| 2014/15  | Boston Celtics       | 77  | 77  | 31,5 | 42,9 | 35,2 | 79,0  | 3,1 | 1,8 | 1,1 | 0,2 | 13,9 |
| 2015/16  | Boston Celtics       | 76  | 72  | 33,4 | 44,7 | 36,1 | 78,0  | 2,9 | 2,1 | 1,5 | 0,3 | 15,2 |
| 2016/17  | Boston Celtics       | 55  | 55  | 33,4 | 46,3 | 39,0 | 73,1  | 6,1 | 2,2 | 1,2 | 0,2 | 16,3 |
| 2017/18  | Detroit Pistons      | 40  | 40  | 31,7 | 40,9 | 38,1 | 76,3  | 2,4 | 2,1 | 1,2 | 0,2 | 15,0 |
| 2017/18  | Los Angeles Clippers | 6   | 6   | 27,5 | 47,3 | 11,1 | 100,0 | 3,7 | 1,8 | 0,8 | 0,2 | 9,2  |
| 2018/19  | Los Angeles Clippers | 49  | 49  | 29,9 | 38,3 | 33,7 | 80,0  | 2,7 | 2,0 | 0,6 | 0,3 | 8,2  |
| 2018/19  | Memphis Grizzlies    | 14  | 14  | 31,6 | 46,3 | 38,4 | 92,0  | 3,1 | 4,0 | 1,0 | 0,0 | 16,1 |
| 2019/20  | Los Angeles Lakers   | 49  | 44  | 24,2 | 44,4 | 36,4 | 83,3  | 2,3 | 1,3 | 0,9 | 0,1 | 8,6  |
| 2020/21  | Miami Heat           | 10  | 1   | 21,1 | 47,0 | 42,1 | 77,8  | 1,8 | 1,4 | 0,7 | 0,1 | 8,5  |
| 2020/21  | Houston Rockets      | 17  | 5   | 23,0 | 31,4 | 27,0 | 83,3  | 2,3 | 1,9 | 0,8 | 0,1 | 5,2  |
| 2021/22  | Los Angeles Lakers   | 62  | 45  | 22,7 | 42,3 | 39,0 | 88,9  | 2,2 | 0,8 | 0,9 | 0,1 | 6,4  |
| Carrière | Carrière             | 660 | 544 | 27,5 | 43,4 | 36,5 | 78,3  | 2,8 | 1,7 | 1,0 | 0,2 | 11,0 |

### Play-offs
| Seizoen  | Team           | WG | WS | MPW  | 2P%  | 3P%  | FW%   | RPW | APW | SPW | BPW | PPW  |
| -------- | -------------- | -- | -- | ---- | ---- | ---- | ----- | --- | --- | --- | --- | ---- |
| 2011/12  | Boston Celtics | 10 | 10 | 24,8 | 36,8 | 22,7 | 66,7  | 2,0 | 0,8 | 0,8 | 0,6 | 6,7  |
| 2012/13  | Boston Celtics | 6  | 6  | 31,8 | 40,5 | 25,0 | 100,0 | 2,2 | 1,3 | 1,8 | 0,2 | 6,7  |
| 2014/15  | Boston Celtics | 4  | 4  | 33,3 | 38,0 | 26,3 | 85,7  | 3,8 | 0,8 | 0,8 | 0,0 | 12,3 |
| 2015/16  | Boston Celtics | 1  | 1  | 33,0 | 43,8 | 14,3 | 100,0 | 3,0 | 1,0 | 1,0 | 1,0 | 18,0 |
| 2016/17  | Boston Celtics | 18 | 18 | 35,8 | 44,1 | 35,1 | 77,8  | 3,9 | 2,3 | 1,3 | 0,2 | 16,7 |
| Carrière | Carrière       | 39 | 39 | 32,1 | 42,0 | 31,2 | 78,0  | 3,1 | 1,6 | 1,2 | 0,3 | 12,2 |

0 Kuzma ·
1 Caldwell-Pope ·
3 Davis ·
4 Caruso ·
5 Horton-Tucker ·
7 McGee ·
9 Rondo ·
10 Dudley ·
11 Bradley ·
12 Cacok ·
14 Green ·
18 Waiters ·
21 Smith ·
23 James ·
28 Cook ·
37 Antetokounmpo ·
39 Howard ·
88 Morris ·
Coach Vogel